# Bergmann Simplex
Bergmann Simplex — компактный самозарядный пистолет, разработанный под руководством немецкого промышленника Теодором Бергманна в 1901 году и предназначенный для гражданского рынка оружия.
Первоначально пистолет изготавливался в небольших количествах в Австрии. В 1904 году Бергманн предоставил лицензионное право на производство Bergmann Simplex бельгийской компании, где он выпускался до 1914 года.
В пистолете Bergmann Simplex применен новый патрон калибра 8 мм. Длина гильзы патрона 18 мм, что несколько короче, чем гильза 8 мм патрона для пистолета Bergmann 1896 калибра 8 мм (Bergmann № 4). Характеристики патрона 8×18 мм позволили использовать в Bergmann Simplex запирание пистолета свободным затвором. Стволом пистолета имеет длину 89 мм. Рукоятка захвата затвора выполнена в форме «улитки» с отверстием в центре.